# Пеніциламін
Пеніциламін (Купреніл, Cuprimine), є препаратом, який в основному використовується для лікування хвороби Вільсона. Він також використовується для людей з: каменями в нирках, які мають високий рівень цистину в сечі, ревматоїдним артритом і різним отруєннями важкими металами. Його приймають всередину.

## Медичне використання
Пеніциламін був схвалений для медичного використання в США в 1970 році. Він включений до переліку основних лікарських засобів Всесвітньої організації охорони здоров'я.
Використовується як хелатувальний агент:
- При хворобі Вільсона, рідкісному генетичному розладі метаболізму міді, лікування пеніциламіном залежить від його зв'язування з накопиченою міддю та виведення із сечею.[7]
- Пеніциламін був другою лінією лікування отруєння миш'яком після димеркапролу[en] (англ. British anti-Lewisite (BAL)).[8] Більше не рекомендується.[9]

При цистинурії, спадковому розладі, при якому високий рівень цистину в сечі призводить до утворення цистинових каменів, пеніциламін зв'язується з цистеїном, утворюючи змішаний дисульфід, який є більш розчинним, ніж цистин.
Пеніциламін використовується для лікування склеродермії.
Пеніциламін можна використовувати як хворобо-модифікувальний протиревматичний препарат (англ. DMARD) для лікування важкого активного ревматоїдного артриту у пацієнтів, які не відповіли на адекватне випробування традиційної терапії, хоч сьогодні він рідко використовується через доступність інгібіторів ФНП та інші засоби, такі як тоцилізумаб і тофацитиніб. Пеніциламін діє шляхом зменшення кількості Т-лімфоцитів, пригнічення функції макрофагів, зниження IL-1, зменшення ревматоїдного фактора та запобігання перехресному зшиванню колагену.

## Побічні ефекти
Поширені побічні ефекти включають висип, втрату апетиту, нудоту, діарею та низький рівень лейкоцитів у крові. Інші серйозні побічні ефекти включають проблеми з печінкою, облітеруючий бронхіоліт і міастенію. Не рекомендується людям з червоним вовчаком. Застосування під час вагітності може завдати шкоди дитині. Пеніциламін діє шляхом зв'язування важких металів; Утворені комплекси пеніциламін-метал потім виводяться з організму з сечею.
Пригнічення кісткового мозку, дисгевзія, анорексія, блювота та діарея є найпоширенішими побічними ефектами, які спостерігаються приблизно у 20–30 % пацієнтів, які отримували пеніциламін.
Інші можливі побічні ефекти включають:
- Нефропатія[10][14]
- Гепатотоксичність[16]
- Мембранозний гломерулонефрит[17]
- Апластична анемія (ідіосинкратична)[1][16]
- Антитілоопосередкована міастенія[14] та міастенічний синдром Ламберта-Ітона[en], які можуть зберігатися навіть після його відміни
- Медикаментозний системний червоний вовчак[18]
- Elastosis perforans serpiginosa[19]
- Токсичні міопатії[20]
- Небажаний ріст грудей[1][21]
- Олігоспермія
- Cutis laxa (синдром в’ялої шкіри)[22]

## Хімія
Пеніциламін є трифункціональною органічною сполукою, що складається з тіолу, аміну та карбонової кислоти. Він структурно подібний до α-амінокислоти цистеїну, але має гемінал диметильні замісники α до тіолу. Як і більшість амінокислот, це безбарвна тверда речовина, яка існує в цвіттеріонній формі при фізіологічному pH.
Пеніциламін є хіральним препаратом з одним стереогенним центром та існує як пара енантіомерів. (S)-енантіомер, еутомер, є антиартритним, тоді як дистомер (R)-пеніциламін надзвичайно токсичний. З двох його енантіомерів L-пеніциламін (з абсолютною конфігурацією R) є токсичним, оскільки він пригнічує дію піридоксину (також відомого як вітамін B6). Цей енантіомер є метаболітом пеніциліну, але сам по собі не має антибіотичних властивостей. Відомі різноманітні комплексні структури пеніциламін-мідь.

## Історія
Джон Волше вперше описав застосування пеніциламіну при хворобі Вільсона в 1956 році. Він виявив цю сполуку в сечі пацієнтів (включаючи себе), які приймали пеніцилін, і експериментально підтвердив, що вона збільшує виведення міді із сечею шляхом хелатування. Спочатку йому було важко переконати кількох світових експертів того часу (Денні Брауна та Камінґса) в його ефективності, оскільки вони вважали, що хвороба Вільсона є головною проблемою не гомеостазу міді, а метаболізму амінокислот, і що димеркапрол слід використовувати як хелатор. Пізніші дослідження підтвердили як мідьцентровану теорію, так і ефективність D-пеніциламіну. Уолше також був піонером інших хелаторів у хворобі Вільсона, таких як триетилентетрамін і тетратіомолібдат.
Пеніциламін вперше був синтезований Джоном Корнфортом під керівництвом Роберта Робінсона.
Пеніциламін використовується при ревматоїдному артриті з першого успішного випадку в 1964 році.

## Вартість
У Сполучених Штатах у 2016 році компанія Valeant підняла вартість препарату приблизно з 500 доларів США до 24 000 доларів США для курсового лікування на місяць. В Україні ціна в 2022 р. зросла приблизно на 10 % у порівннянні із 2021 р.

## Синоніми
(S)-3,3-dimethylcysteine, D-penicillamine, Penicilamina, Penicillamine, диметил цистеїн, 3-меркапто-D-валін